# William Avery Rockefeller Sr.

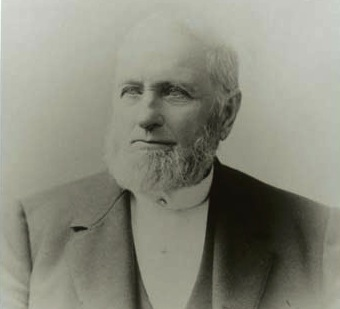

William Avery Rockefeller (ur. 13 listopada 1810, zm. 11 maja 1906) – protoplasta rodziny Rockefellerów, ojciec Johna D. Rockefellera i Williama Rockefellera, założycieli Standard Oil.

## Życiorys
Jego przodkowie wyemigrowali z Neuwied w Niemczech do Ameryki Północnej w XVIII wieku. Podawał się za lekarza cudotwórcę sprzedającego mikstury lecznicze własnej roboty. Ze swoją pierwszą żoną, Elizą Davison Rockefeller, z którą ożenił się w 1837 roku, miał sześcioro dzieci, byli to:
- Lucy (1838–1878),
- John D. (1839–1937),
- William (1841–1922),
- Mary Ann (1843–1925),
- Franklin (1845–1917),
- Frances (1845–1847).

Porzucił rodzinę, przyjął nazwisko William Levingston i w 1856 roku ożenił się z Margaret Allen w Norwich (Ontario), będąc nadal żonatym ze swoją pierwszą żoną. William Rockefeller zmarł 11 maja 1906 we Freeport (Illinois).